# Rønne

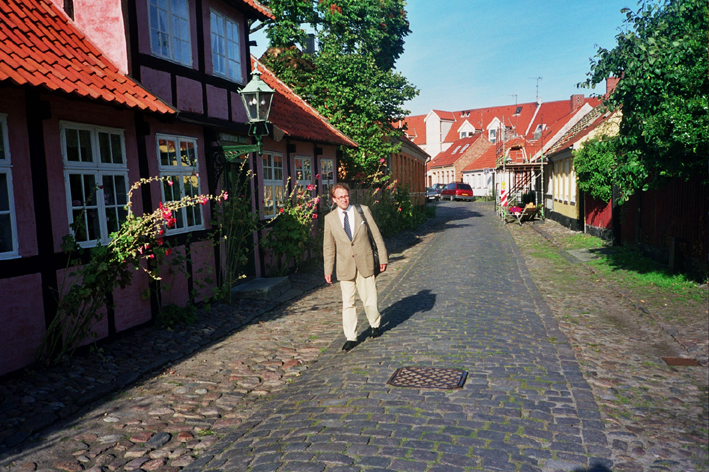
Pittoreskt gatuparti i Rønne.

Rønne (alternativt Rönne på svenska) är en stad på västra Bornholm, som med 13 723 invånare (2017) är öns största tätort. Den har också en viktig fiskehamn. Rønne är centralort i Bornholms regionkommun och i orten finns även Bornholms sjukhus, gymnasium, elverk, tidningen Bornholms Tidende och ett slakteri.

## Historia
Rønne omnämns som stad första gången 1327. Ortens tidiga historia var starkt präglad av Hansan, inte minst köpmän från Greifswald. Staden har sedan 1600-talet kommit att bli Bornholms administrativa centrum. Orten hade 1787 en befolkning på omkring 2 000, denna ökade sedan kontinuerligt fram till 1970-talet då omkring 15 000 personer bodde i staden. Sedan dessa har befolkningen minskat något till något under 14 000 i slutet av 2010-talet. Rønne har historiskt haft en betydande urtillverkning och keramikindustri
Rønne bombades, liksom Nexø, av Sovjetunionen den 7 maj och 8 maj 1945, då den tyske kommendanten Gerhard von Kamptz (1902–1998) inte accepterade att kapitulera till Sovjetunionen. 212 hus förstördes helt i Rönne.  Ön var central för tyskarnas tillbakadragande från östfronten. Bornholmarna blev förvarnade om bombräderna, och byarna evakuerades därför på förhand och enbart tio öbor dog i bombningarna. Ett okänt antal tyskar och baltiska flyktingar dödades. Efter bombningarna ockuperade Sovjetunionen Bornholm fram till den 5 april 1946. Efter bombningar donerade den svenska staten 225 hus till staden.

## Kommunikationer
Från Rønne har Bornholmerfærgen färjeförbindelser till Ystad i Sverige, Køge i Danmark och sommartid Sassnitz i Tyskland. Turen till Køge ersatte 2004 den tidigare rutten till Köpenhamn. Bornholms flygplats ligger i närheten av orten, och är den enda i Danmark som styrs av staten.

## Sevärdheter
- Bornholms museum
- Erichsens gård
- Sankt Nicolai kyrka, Rønne

## Sport
- Rønne Boldklub
- Rønne Idrætsklub